# Майга, Сумейлу Бубэйе
Сумейлу Бубэйе Майга (фр. Soumeylou Boubèye Maïga; 8 июня 1954, Гао, Французский Судан, Французская Западная Африка — 21 марта 2022, Бамако) — малийский политический и государственный деятель, премьер-министр Мали (30 декабря 2017 — 18 апреля 2019), министр иностранных дел (5 апреля 2011 — 21 марта 2012), министр национальной обороны Мали (2013—2014).
Лидер партии «Альянс за солидарность в Мали».

## Биография

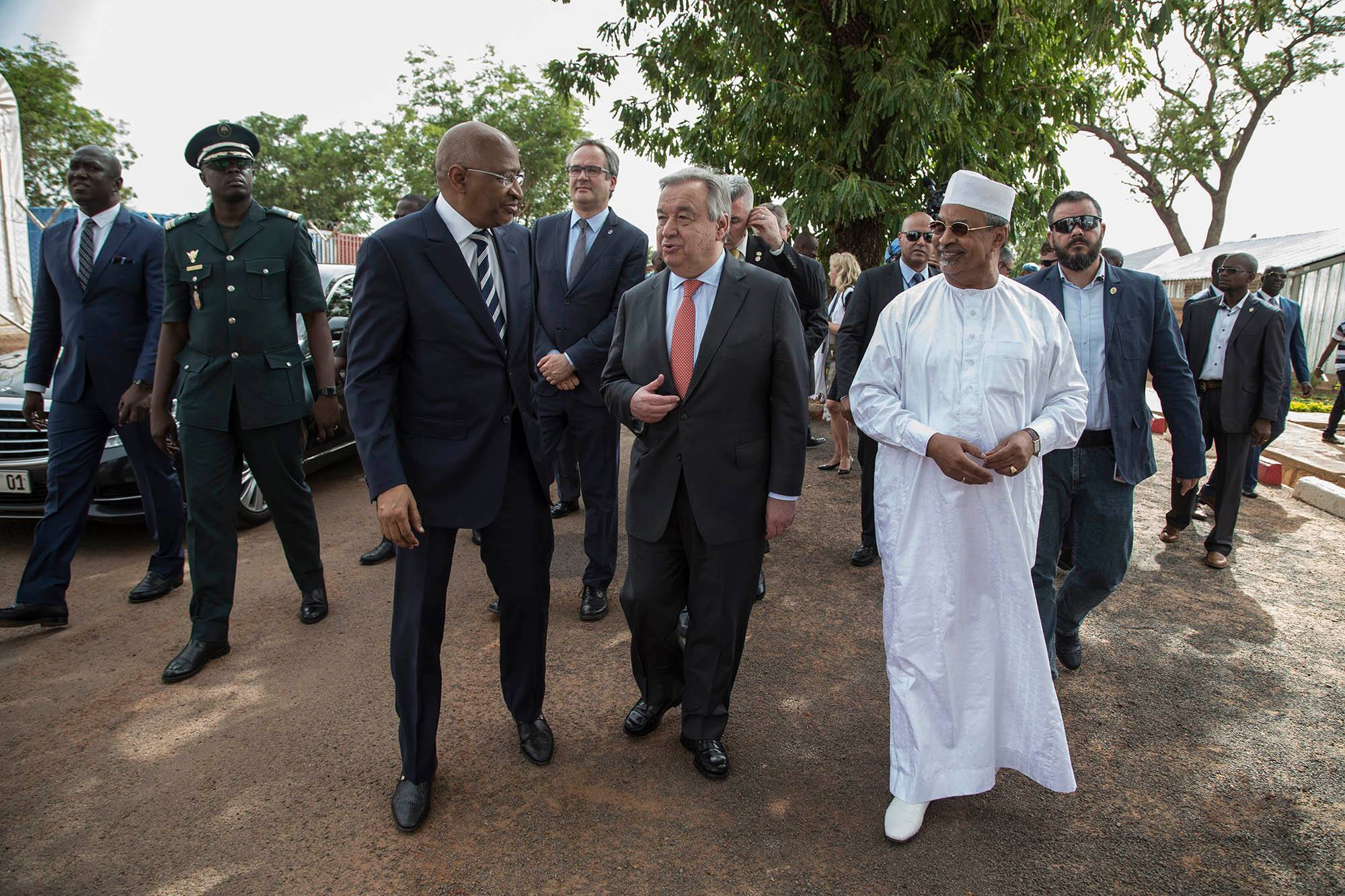
Сумейлу Бубэйе Майга (слева в центре) с Генеральным секретарём ООН Антонио Гутерришем (справа) 29 мая 2018 года в Бамако

Обучался в Университете Шейха Анты Диопа в Дакаре, в Сенегале. В 1987 году окончил Университет Париж-юг.
Работал журналистом в государственной газете L’Essor, а затем в газете Sunjata.
Был советником президента Мали Амаду Тумани Туре.
Политик. Активист Малийской лейбористской партии. Активно участвовал в свержении Мусы Траоре. В 1992 году был членом-основателем и заместителем председателя партии Альянс за демократию в Мали. Работал руководителем аппарата президента Альфа Умара Конаре (1992—2002).
Служил начальником разведывательных служб Мали с 1993 года.
С 5 апреля 2011 по 21 марта 2012 года занимал пост министра иностранных дел и международного сотрудничества Мали. Смещён во время военного переворота в Мали в 2012 году. Вместе с другими министрами объявил голодовку.
В 2013—2014 годах — министр национальной обороны и по делам ветеранов Мали. Подал в отставку из-за поражений правительственных войск в борьбе с сепаратистами-туарегами из группировки «Национальное движение за освобождение Азавада», захватившими несколько городов на севере страны.
В 2014 году экс-министра обороны Мали Сумейлу Бубэйе Майга был задержан французской полицией по делу о коррупции.
С декабря 2017 года — премьер-министр Мали. Подал в отставку 18 апреля 2019 года после демонстраций в знак протеста против резни представителей народа Фульбе в области Мопти.
26 августа 2021 года Сумейлу Бубей Майга был арестован обвинительной палатой Верховного суда Мали по делу о покупке президентского самолёта во время президентства Ибрагима Бубакара Кейты.
Умер в заключении в Бамако 21 марта 2022 года в возрасте 67 лет.